# Telesat
Telesat Canada — канадский спутниковый оператор, основанный 2 мая 1969 года. Штаб-квартира компании расположена в городе Оттава; также компания имеет офисы в США и Бразилии.
5 октября 2007 года Loral Space & Communications и Public Pension Investment Board of Canada получили окончательные разрешения от регулирующих органов, необходимые для завершения приобретения Telesat Canada у BCE Inc. за 3,25 млрд канадских долларов. Сделка была завершена 31 октября 2007 года, Loral Space & Communications получила 64 % акций Telesat Canada.
В это же время Teleset Canada была объединена с дочерней компанией Loral Space & Communications Loral Skynet. Loral Skynet был глобальным спутниковым оператором, предоставлявшим полный спектр услуг, со штаб-квартирой в городе Бедминстер, штат Нью-Джерси, США. Это привело к передаче всех активов из Loral Skynet в Telesat Canada.

## Положение компании
Компания в настоящее время (начало 2013 года) занимает четвёртое место в мире на рынке фиксированных спутниковых услуг. Telesat Canada принадлежит 13 телекоммуникационных спутников, ещё 1 спутник (Anik G1) готовится к запуску, также компания работает с 13 спутниками других операторов.
Telesat Canada осуществляет передачу сигнала для двух основных телевизионных операторов Канады: Bell TV и Shaw Direct, а также для более чем 200 телевизионных каналов.
Клиентами Loral Skynet были компании HBO, Disney, Cable & Wireless, Singapore Telecom, Connexion by Boeing, Global Crossing, BT North America, Globecomm Systems, UPC и China Central Television. Сейчас все эти компании являются клиентами Telesat Canada.
Loral Skynet предоставляла широкий спектр услуг по передаче видео и данных. Она стала дочерней компанией Loral Space & Communications, когда в 1997 года была приобретена у AT&T Corporation.
Флот Loral Skynet состоял из спутников Telstars-11N, −12, −14R(Estrela do Sul 2) и −18. В 2003 году Skynet продала свои спутники(Telstars 5 — 8 и 13), работающие над Северной Америкой, компании Intelsat; они были переименованы в Intelsat Americas 5 — 8 и 13. Это было сделано, чтобы уменьшить долг основной компании Loral Space & Communications, которая 15 июля 2003 года подала заявление о банкротстве, в соответствии с Главой 11 Кодекса США о банкротстве. Частью соглашения о банкротстве, был запрет на работу компании Loral Skynet на рынке США до 18 марта 2006 года. В июне 2007 года Loral Space & Communications была сделана неудачная попытка приобрести компанию Intelsat.

## История
Telesat запустил свой первый спутник Anik A1 в 1972 году. Этот спутник стал первым канадским коммерческим телекоммуникационным спутником на геостационарной орбите. Он был выведен из эксплуатации в 1981 году.
18 декабря 2007 года Loral Space & Communications Inc. и Public Pension Investment Board of Canada объявили о совместном приобретении Telesat Canada за 2,8 млрд $ США.
17 ноября 2010 года Telesat Holding Inc наняла JPMorgan Chase & Co., Morgan Stanley и Credit Suisse Group AG, чтобы начать официальный процесс своей продажи, рассчитывая получить при этом 6-7 млрд $ США.
4 августа 2011 года владельцы Telesat Loral Space & Communications Inc. и Public Pension Investment Board of Canada сообщили, что в связи с отсутствием подходящих предложений, компания продаваться не будет.

## Запуски спутников для Telesat Canada
Основная информация в статьях Anik (спутник) и Nimiq (спутник)
- Anik A1 — 1972 — выведен из эксплуатации в 1981
- Anik A2 — 1973 — выведен из эксплуатации
- Anik A3 — 1975 — выведен из эксплуатации
- Anik B — 1978 — выведен из эксплуатации
- Anik D1 — 1982 — выведен из эксплуатации в 1991
- Anik C3 — 1982 — выведен из эксплуатации
- Anik C2 — 1983 — продан Paracom S.A. в 1993
- Anik D2 — 1984 — продан GE Americom в 1991
- Anik C1 — 1985 — продан Paracom S.A. в 1993
- Anik E2 — 1991 — выведен из эксплуатации
- Anik E1 — 1991 — выведен из эксплуатации
- MSAT — 1996 — выведен из эксплуатации
- Nimiq 1 — 1999
- Telstar 12 — 1999, бывший Orion-2
- Anik F1 — 2000
- Nimiq 2 — 2002
- Estrela do Sul 1 (Telstar 14) — 2004 — выведен из эксплуатации
- Anik F2 — 2004
- Telstar 18 — 2004
- Anik F1R — 2005
- Anik F3 — 2007
- Telstar 11N — введен в эксплуатацию 31 марта 2009 года
- Nimiq 4 — 2008
- Nimiq 5 — 2009
- Telstar 14R (Estrela do Sul 2) — 2011 — часть солнечных батарей не работает[3].
- Nimiq 6 — 2012
- Anik G1 — 2013

## Планируемые спутники
- Telstar 12 VANTAGE — спутник заказан у компании EADS Astrium и должен заменить Telstar 12 на орбитальной позиции 15° з. д. На космическом аппарате будет 52 транспондера Ku-диапазона. Запуск планируется в конце 2015 года.[4]